# Alexander Petrowitsch Tschernoiwanow
Alexander Petrowitsch Tschernoiwanow (russisch Александр Петрович Черноиванов; * 13. Februar 1979 in Krasnodar, Russische SFSR, Sowjetunion) ist ein russischer Handballspieler.

## Leben
Der 2 Meter große und 95 Kilogramm schwere Kreisläufer besuchte die Handballschule Krasnodar und begann 1997 bei SKIF Krasnodar. Seit 2004 steht er bei Medwedi Tschechow unter Vertrag, spielte erst in der zweiten Mannschaft und ab Sommer 2006 in der ersten. Mit diesem Verein wurde er 2007 bis 2015 jeweils russischer Meister, spielte er in den Spielzeiten 2004/05 bis 2009/10 in der EHF Champions League und 2005/2006 im Europapokal der Pokalsieger. Zuvor spielte er bis 2003 bei SKIF Krasnodar.
Alexander Tschernoiwanow erzielte in 116 Länderspielen für die russische Nationalmannschaft 232 Tore (Stand: Dezember 2016) und stand im Aufgebot für die Olympischen Sommerspiele 2008 sowie bei der Europameisterschaft 2010 und 2012.
Er absolvierte 2006 sein Ökonomiestudium an der Russischen Universität für Zusammenarbeit. Er ist verheiratet und hat zwei Kinder.